# Pablo Maia
Pablo Gonçalves Maia Fortunato, meglio noto come Pablo Maia (Brazópolis, 10 gennaio 2002), è un calciatore brasiliano, centrocampista del San Paolo.

## Carriera

### Club
Cresciuto nel settore giovanile del San Paolo, ha esordito in prima squadra il 30 gennaio 2022, disputando l'incontro del Campionato Paulista pareggiato per 0-0 contro l'Ituano.

### Nazionale
Il 1º marzo 2024 viene convocato per la prima volta in nazionale maggiore, con cui debutta 22 giorni dopo nell'amichevole vinta 0-1 in casa dell'Inghilterra.

## Statistiche

### Presenze e reti nei club
Statistiche aggiornate al 20 maggio 2025.
| Stagione        | Squadra         | Campionato      | Campionato | Campionato | Coppe nazionali | Coppe nazionali | Coppe nazionali | Coppe continentali | Coppe continentali | Coppe continentali | Altre coppe | Altre coppe | Altre coppe | Totale | Totale |
| Stagione        | Squadra         | Comp            | Pres       | Reti       | Comp            | Pres            | Reti            | Comp               | Pres               | Reti               | Comp        | Pres        | Reti        | Pres   | Reti   |
| --------------- | --------------- | --------------- | ---------- | ---------- | --------------- | --------------- | --------------- | ------------------ | ------------------ | ------------------ | ----------- | ----------- | ----------- | ------ | ------ |
| 2022            | San Paolo       | A1/SP+A         | 12+32      | 2+0        | CB              | 9               | 0               | CS                 | 8                  | 0                  | -           | -           | -           | 61     | 2      |
| 2023            | San Paolo       | A1/SP+A         | 10+32      | 1+4        | CB              | 8               | 0               | CS                 | 8                  | 0                  | -           | -           | -           | 58     | 5      |
| 2024            | San Paolo       | A1/SP+A         | 11+3       | 0          | CB              | 0               | 0               | CL                 | 3                  | 0                  | SB          | 1           | 0           | 18     | 0      |
| 2025            | San Paolo       | A1/SP+A         | 9+2        | 0          | CB              | 1               | 0               | CL                 | 1                  | 0                  | -           | -           | -           | 13     | 0      |
| Totale carriera | Totale carriera | Totale carriera | 42+69      | 3+4        |                 | 18              | 0               |                    | 20                 | 0                  |             | 1           | 0           | 150    | 7      |

### Cronologia presenze e reti in nazionale
| Cronologia completa delle presenze e delle reti in nazionale ― Brasile | Cronologia completa delle presenze e delle reti in nazionale ― Brasile | Cronologia completa delle presenze e delle reti in nazionale ― Brasile | Cronologia completa delle presenze e delle reti in nazionale ― Brasile | Cronologia completa delle presenze e delle reti in nazionale ― Brasile | Cronologia completa delle presenze e delle reti in nazionale ― Brasile | Cronologia completa delle presenze e delle reti in nazionale ― Brasile | Cronologia completa delle presenze e delle reti in nazionale ― Brasile |
| Data                                                                   | Città                                                                  | In casa                                                                | Risultato                                                              | Ospiti                                                                 | Competizione                                                           | Reti                                                                   | Note                                                                   |
| ---------------------------------------------------------------------- | ---------------------------------------------------------------------- | ---------------------------------------------------------------------- | ---------------------------------------------------------------------- | ---------------------------------------------------------------------- | ---------------------------------------------------------------------- | ---------------------------------------------------------------------- | ---------------------------------------------------------------------- |
| 23-3-2024                                                              | Londra                                                                 | Inghilterra                                                            | 0 – 1                                                                  | Brasile                                                                | Amichevole                                                             | -                                                                      | 90’                                                                    |
| Totale                                                                 |                                                                        | Presenze                                                               | 1                                                                      |                                                                        | Reti                                                                   | 0                                                                      |                                                                        |

## Palmarès
- Coppa del Brasile: 1

São Paulo: 2023
- Supercoppa del Brasile: 1

San Paolo: 2024